# Scott Emmerson
Scott Emmerson (sinh ngày 10 tháng 10 năm 1982) là một cựu cầu thủ bóng đá người Anh thi đấu ở vị trí tiền đạo ở Football League cho York City, và ở bóng đá non-league cho Blyth Spartans.